# Allen West (politico)
Allen Bernard West (Atlanta, 7 febbraio 1961) è un politico e militare statunitense, membro della Camera dei Rappresentanti per lo stato della Florida dal 2011 al 2013.

## Biografia
Nato ad Atlanta da Herman ed Elizabeth West, Allen crebbe in un ambiente militare; suo padre infatti era un veterano della Seconda guerra mondiale, sua madre lavorava come impiegata civile nello United States Marine Corps e suo fratello aveva combattuto in Vietnam.
Allen conseguì un bachelor dall'Università del Tennessee e un master in Scienze politiche dall'Università dello Stato del Kansas. Successivamente ottenne anche un bachelor di Arte militare in filosofia politica e storia militare.

## Servizio nell'esercito
Nel 1983, subito dopo gli studi, West si arruolò nell'esercito, dove nel 1987 fu promosso a capitano. Durante la Guerra del Golfo, come membro della prima divisione di fanteria, partecipò all'Operazione Desert Shield.
Nel 1995 fu assegnato alla seconda divisione di fanteria e in seguito fu promosso a maggiore.
Nel 2002 divenuto tenente colonnello, fu nominato comandante di battaglione della quarta divisione di fanteria, incarico che mantenne fino al ritiro.

### Controversie
Nel 2003, mentre era di stanza in Iraq con il suo battaglione, West venne informato di un probabile agguato che stava per essere messo in atto contro i suoi uomini. West dunque prelevò e interrogò Yahya Jhodri Hamoodi, un poliziotto iracheno, sebbene non avesse titoli per eseguire gli interrogatori.
Durante un'indagine su quest'interrogatorio, emerse che alcuni degli uomini di West picchiarono Hamoodi e lo stesso West lo minacciò con un'arma. L'interrogato quindi fornì alcuni nomi e in base alla sua testimonianza fu arrestato un sospetto; ciononostante non furono trovate alcune prove del complotto contro gli uomini di West.
Nel novembre 2003 West fu accusato di aver violato il codice militare e fu pertanto sollevato dall'incarico di comandante.

## Carriera post-militare
Dopo il ritiro dall'esercito, West andò a lavorare per la Military Professional Resources, una nota industria della difesa. La società lo nominò direttore regionale e lo trasferì a Kandahar, in Afghanistan. In questo periodo fu un consigliere dell'esercito nazionale afghano.

### Impegno politico
Nel 2008 West annunciò di volersi candidare al Congresso come esponente del Partito Repubblicano. Sfidò il deputato democratico Ron Klein, ma perse le elezioni con il 45% dei voti. Due anni dopo, nel 2010, West ci riprovò e stavolta sconfisse Klein con il 54% dei voti.
Nel 2012 West chiese la rielezione in un altro distretto congressuale e fu sfidato dal democratico Patrick Murphy. La competizione si rivelò molto dura e alla fine Murphy prevalse di misura. West si rifiutò di concedere la sconfitta e chiese un riconteggio delle schede. Nonostante ciò lo Stato della Florida dichiarò vincitore Murphy e così West dovette lasciare il Congresso dopo un solo mandato.
Allen West si configura come un conservatore ed è un esponente del Tea Party; in un'occasione, parlando di Michael Ledeen, lo definì "un eroe della politica estera".
Poco dopo l'elezione alla Camera, West suscitò alcune polemiche per via della decisione di nominare come suo capo dello staff la commentatrice radiofonica Joyce Kaufman. La donna infatti è spesso stata oggetto di scandali a causa delle sue prese di posizione estremiste: è stata ripetutamente accusata di razzismo, ha definito il Partito Democratico "spazzatura" e ha dichiarato che se un immigrato commette un crimine negli Stati Uniti dovrebbe essere "impiccato e il suo corpo rispedito indietro, assicurandosi che sia la sua famiglia a pagare per il rimpatrio". La Kaufman dunque rifiutò l'incarico adducendo come motivazione di non voler essere utilizzata per mettere in cattiva luce il deputato.
West aderì al Congressional Black Caucus; l'ultimo repubblicano a farlo era stato Gary Franks, che aveva lasciato il Congresso nel 1997. West fu anche il primo afroamericano repubblicano eletto dallo Stato della Florida dal 1870.